# Átta
| Recensione | Giudizio |
| ---------- | -------- |
| AllMusic   |          |
| Ondarock   | 7.5/10   |
| Paste      | 8.4/10   |

Átta è l'ottavo album in studio del gruppo musicale islandese Sigur Rós, pubblicato il 16 giugno 2023 dalla Von Dur e dalla BMG Rights Management.
Il disco rappresenta la prima pubblicazione di materiale inedito a distanza di dieci anni da Kveikur nonché il primo a figurare il tastierista Kjartan Sveinsson in formazione (e il primo senza il batterista Orri Páll Dýrason).
La copertina è tratta dall'installazione artistica di Rúrí realizzata nel 1983.

## Descrizione
Nel febbraio 2022 i Sigur Rós hanno annunciato che stavano lavorando al loro ottavo album in studio dopo che Sveinsson è tornato a far parte del gruppo. Jónsi ha spiegato che con il rientro di Sveinsson, il tastierista è andato a trovarlo a Los Angeles, dove hanno suonato e scritto insieme nel suo seminterrato. Dopo due anni di pausa forzata a causa della pandemia di COVID-19, Sveinsson ha raggiunto nuovamente Jónsi a Los Angeles, dopodiché Georg Hólm si è unito a loro «ed è diventato più un album». Tutti e tre si sono poi recati agli Abbey Road Studios di Londra, dove hanno registrato con la London Contemporary Orchestra diretta da Robert Ames. La band ha anche registrato nel loro studio Sundlaugin in Islanda e in diversi studi negli Stati Uniti.
Jónsi ha detto che l'intenzione era di «avere una batteria minimal e che la musica fosse davvero rada, fluttuante e bella». L'album è stato prodotto insieme a Paul Corley. Tra le ispirazioni dell'album si annovera un «desiderio di un sentimento di unità quando sopraffatti dalle circostanze tumultuose». Il bassista Hólm afferma che Átta «suona come un album dei Sigur Rós, ma più introverso. È molto espansivo grazie al suono degli archi, ma guarda più dentro che fuori».

## Promozione
L'uscita di Átta è stata anticipata quattro giorni prima dal singolo Blóðberg, per il quale è stato realizzato anche un video musicale diretto da Johan Renck. Per la sua promozione il gruppo ha intrapreso una tournée accompagnata da un'orchestra di 41 elementi tra giugno e agosto 2023.

## Tracce
Testi e musiche di Jón Birgisson, Georg Hólm e Kjartan Sveinsson.
1. Glóð – 3:39
2. Blóðberg – 7:16
3. Skel – 4:58
4. Klettur – 6:31
5. Mór – 5:47
6. Andrá – 4:07
7. Gold – 5:13
8. Ylur – 5:55
9. Fall – 3:27
10. 8 – 9:41

## Formazione
Hanno partecipato alle registrazioni, secondo le note di copertina:
Gruppo
- Jón Þor Birgisson – strumentazione, arrangiamento strumenti ad arco
- Georg Hólm – strumentazione, arrangiamento strumenti ad arco
- Kjartan Sveinsson – strumentazione, arrangiamento strumenti ad arco

Altri musicisti
- María Huld Markan Sigfúsdóttir – arrangiamento strumenti ad arco, violino aggiuntivo (traccia 4)
- Brassgat í bala – ottoni (tracce 4 e 10)
- Ólafur Björn Ólafsson – percussioni (tracce 1, 4, 7 e 10)
- London Contemporary Orchestra
  - Galya Bisengalieva – primo violino
  - Sophie Mater – primo violino
  - Marianne Haynes – primo violino
  - Anna De Bruin – primo violino
  - Julian Azkoul – primo violino
  - Gillon Cameron – primo violino
  - Willemijn Steenbakkers – primo violino
  - Claire Hazelton – primo violino
  - Eloisa-Fleur Thom – secondo violino
  - Anna Ovsyanikova – secondo violino
  - Ellie Consta – secondo violino
  - Hazel Correa – secondo violino
  - Matthew Bain – secondo violino
  - Cara Laskaris – secondo violino
  - Simmy Singh – secondo violino
  - Eulalie Charland – secondo violino
  - Preetha Narayan – secondo violino
  - Iona Allan – secondo violino
  - Matthew Kettle – viola
  - Alison D'Souza – viola
  - Freya Hicks – viola
  - Jordan Bergmans – viola
  - Jennifer Wilkinson – viola
  - Lowri Thomas – viola
  - James Heron – viola
  - David Lale – violoncello
  - Reinour Ford – violoncello
  - Nathaniel Boyd – violoncello
  - Laura Moody – violoncello
  - Max Ruisi – violoncello
  - Patrick Johnson – violoncello
  - Nicola Davenport – contrabbasso
  - Gwen Reed – contrabbasso
  - Eloise Riddell – contrabbasso
  - Siret Lust – contrabbasso
  - Alastair Putt – copista
  - Amanda Chatterejee – copista
  - Harry George – copista
  - Robert Ames – direzione

Produzione
- Sigur Rós – produzione, missaggio, registrazione
- Paul Corley – produzione, missaggio, registrazione
- Birgir Jón Birgisson – registrazione
- Ivan Handwerk – registrazione
- Chris Bolster – registrazione
- Nate Haessly – registrazione
- Ted Jensen – mastering
- Jón Gunnar Árnason – fotografia
- Ragnar Helgi Ólafsson – grafica copertina

## Classifiche
| Classifica (2023) | Posizione massima |
| ----------------- | ----------------- |
| Belgio (Fiandre)  | 5                 |
| Belgio (Vallonia) | 14                |
| Italia            | 18                |
| Paesi Bassi       | 38                |
| Regno Unito       | 30                |